# Cellulaser
Cellulaser är enzym som bryter ner cellulosa. De flesta cellulaser är hydrolytiska enzymer, men det finns också cellulosafosforylaser och redoxenzym som kan bryta ner cellulosa. Cellulaser produceras av många olika organismer, som bakterier, arkéer, svampar, växter och en del djur.

## Cellulaser från mikroorganismer
Det finns tre huvudstrategier för enzymatisk cellulosanedbrytning bland mikroorganismer. 
1. "Cellulosomkonceptet" som används av anaeroba mikroorganismer i rumen hos idisslare
2. "Fria men samarbetande enzym", som används av aeroba svampar och bakterier (rötande organismer)
3. "Nedbrytning med radikaler" som förekommer kommer hos främst brunrötesvampar, men även i viss mån hos andra vednedbrytande organismer, som vitrötesvampar.

Cellulosomer är stora aggregat av proteiner som kan vara "fria" eller bundna till mikroorganismens yta. De bildas vanligen runt ett stort protein som har förmågan att binda till cellulosa och dessutom har särskilda dockningsdomäner där de andra proteinerna, som är enzymer som på olika sätt bryter ner cellulosan och ibland även andra polysackarider, binder.
Fria men samarbetande enzym förekommer till exempel hos mögel och vednedbrytande rötsvampar. En sådan svamp kan utsöndra upp till ett tiotal olika cellulaser som angriper cellulosan på olika sätt; enzym som processivt angriper ändarna på cellulosakedjorna kallas cellobiohydrolaser, medan enzym som angriper cellulosakedjor inne i en kedja kallas endoglukanaser. Cellobiohydrolaser och endoglukanaser samarbetar synergistiskt med varandra i ett komplext och ännu ej fullt förstått sätt. Det är framför allt endoglukanaser som har funnit teknisk användning i bland annat tvättmedel.
Nedbrytning med radikaler. Här är det olika enzymsystem som genom diverse mekanismer generar hydroxylradikaler som successivt förkortar cellulosan tills kedjorna blivit så korta att de lösliggörs och kan utnyttjas av svampen. Det kanske bäst förstådda enzymsystemet är baserat på enzymet cellobiosdehydrogenas. Vissa brunrötesvampar använder så gott som uteslutande denna strategi, men den förekommer också parallellt med fria och samverkande enzym i till exempel vitrötesvampar och olika mögel.